# Bricole (arme)
Pour les articles homonymes, voir Bricole.
Le terme bricole, de l'italien « briccola » signifiant machine de guerre, désigne une pièce d'artillerie médiévale à contrepoids à la fois offensive et défensive utilisée du XIIe au XVe siècle pour lancer des projectiles. Amélioration de la pierrière et ancêtre du mangonneau, ses principales cibles sont les hommes et leurs chevaux.
Elle est constituée d'un balancier appelé verge au bout duquel est attachée une fronde contenant des projectiles. Elle était actionnée en tirant sur l'autre extrémité du balancier, la traction étant facilitée par l'ajout d'un contre-poids. Cet engin est à l'origine de l'expression « s'attirer des bricoles », ce qui signifie s'attirer des ennuis.

## Histoire
Son apparition date du XIIe siècle. La bricole est un perfectionnement de la pierrière. On ajoute à cette dernière un contre-poids pour faciliter la traction sur la verge qui envoie les projectiles. Cet engin de défense sera utilisé jusqu'au XVe siècle. Le mangonneau sera à son tour un perfectionnement de la bricole qui sera destiné à envoyer des projectiles plus massifs, ce qui en fait alors une arme de siège.

### Mort de Simon de Montfort
La mort de Simon de Montfort est due à une pierre lancée par un engin de siège au siège de Toulouse. La chanson de la croisade albigeoise relatant sa mort ne précise pas l'engin. Cela serait soit une pierrière soit une bricole.

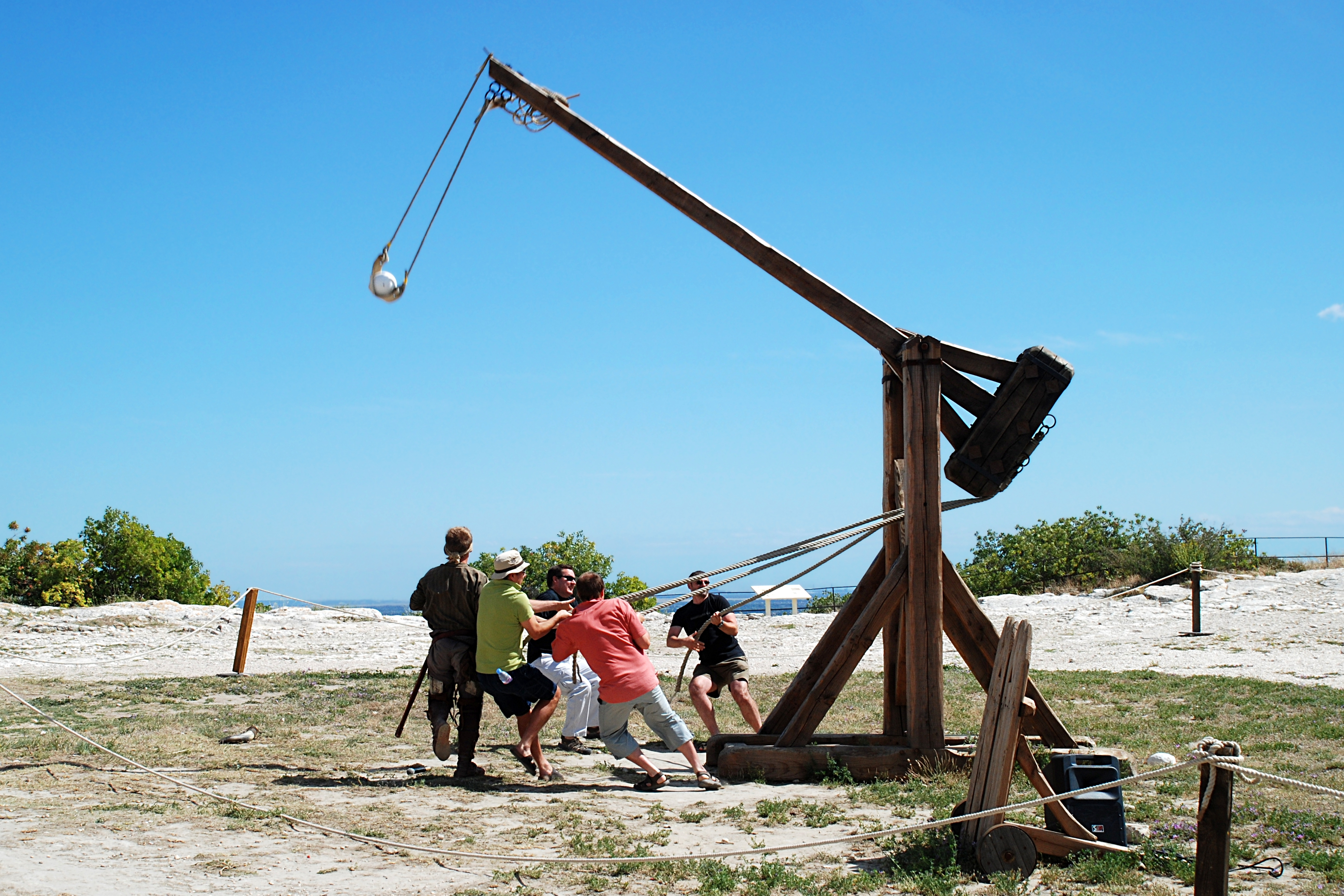
Reconstitution d'une bricole au Château des Baux-de-Provence avec, au bout de sa flèche, une fronde qui amplifie le mouvement.

Les restes du comte furent transportés à Carcassonne sitôt après la levée du siège et déposés dans l'église cathédrale de Saint-Nazaire. On a retrouvé dans cette église, rebâtie en grande partie au commencement du XIVe siècle, un bas-relief taillé dans le grès du pays, d'un travail très grossier, qui provient peut-être du tombeau du comte, et qui représente la dernière phase du siège de Toulouse. Les armes et les vêtements des personnages appartiennent d'ailleurs aux premières années du XIIIe siècle. Devant un édifice muni de tours et de créneaux, on voit se développer deux rangs de palissades. Le palis intérieur est composé de pieux serrés les uns contre les autres ; tandis que la défense extérieure est composée de bois entrelacés. Entre ces deux obstacles s'étendent les lices, et le combat a lieu dans cet espace. De part et d'autre, les chevaliers plantent leurs bannières, et la mêlée s'engage autour d'eux. Au-dessous de l'édifice fortifié, dont la courtine est décorée de colonnes, est sculptée une pierrière fort curieuse représentée ci-dessus. La verge de la pierrière est renforcée dans sa partie inférieure par deux contre-fiches, et les trois pièces de bois, leur base, sont serrées entre de larges moises, qui probablement sont de métal pesant. Six anneaux, auxquels sont attachés six cordages, sont fixés à cette base. Les trois brins composant la verge sont encore maintenus par une embrasse possédant des tourillons qui roulent dans la tête de deux poteaux latéraux munis de croix de saint André et de contre-fiches.

### Autres apparitions dans l'Histoire
Prosper Mérimée évoque la présence de 4 bricoles sur roues dans son livre Histoire de Don Pèdre Ier, roi de Castille. Ces bricoles situées sur le rivage complètent le système défensif de Barcelone, renforcé à la hâte par le Roi d'Aragon en prévention de l’attaque de Barcelone en fin avril 1359. Cette attaque, menée dans le cadre de la campagne maritime de Don Pèdre Ier contre le Roi d’Aragon, a duré de 1358 à 1359. Don Pèdre considérait Barcelone, ville la plus commerçante et riche du pays à cette époque, comme le but final de sa campagne.
Guillaume de Machaut évoque l'utilisation de bricoles pour le siège d'Alexandrie dans son livre La prise d'Alexandrie (ou Chronique du roi Pierre Ier de Lusignan). Dans ce livre, il rend compte de la prise de la ville d’Alexandrie en 1365 par Pierre Ier de Lusignan et ses troupes. Le roi Pierre Ier ordonne à ses vassaux Gautier et Guillaume de réaliser les préparatifs de guerre en vue du siège d'Alexandrie. Ces préparatifs se seraient déroulés en juillet et août 1365 à Chypre. Ces bricoles sont évoquées dans la liste des engins de siège embarqués dans les navires qui transporteraient hommes, armes et vivres jusqu'en Égypte.
Pierre d'Eboli mentionne l'usage offensif et défensif des bricoles lors du siège de Naples en 1191 par Henri VI dans son livre Liber ad honorem Augusti. Le livre raconte la tentative de coup d'état du roi Tancrède de Lecce pour prendre le contrôle de la Sicile. Il sera mis en échec par Henri VI, empereur du Saint Empire qui organisa une campagne militaire pour arrêter la rébellion. Une bricole offensive est représentée sur la partie inférieure droite d'une enluminure (voir section illustrations) où l'on voit 8 soldats tirant sur les cordes reliées au contrepoids et un autre soldat remettant un projectile dans la poche. Une autre bricole, sur la partie supérieure gauche, située sur les murailles du château assure sa défense.

## Utilisation et fonctionnement
Une bricole peut être utilisée de manière offensive ou défensive. Elle pouvait être assemblée sur place et donc immobile (positionnement dans un château) ou être bâtie sur roues principalement pour les attaques et sièges, mais aussi parfois en défense. La bricole projette principalement des boulets et des pierres et plus rarement des prisonniers. Du fait des petites dimensions de sa base (rectangle d'environ 3m par 4m maximum), elle était utilisée depuis le haut des remparts d'un château pour bombarder les assaillants et était d’une redoutable efficacité contre les hommes en armures et leurs chevaux. La hauteur des remparts décuplait la portée de la bricole. Elle pouvait être utilisée par les assaillants pour viser les hommes et les engins de siège en haut des murailles. Elle n'était cependant pas adaptée pour faire des brèches dans les remparts, on utilisait un trébuchet ou plus tard un mangonneau. La bricole fût moins employée après l'arrivée du mangonneau et est devenue obsolète avec l'apparition des canons.
Selon les objectifs de tir, les masses des projectiles varient et donc la portée de l'engin aussi. Les boulet légers, environ 10kg, étaient utilisés pour atteindre des soldats pourvus de peu ou pas de protections et de pièces d'armures. Les boulets intermédiaires, de 20 à 30kg, étaient projetés sur des soldats équipés d'armures ou sur la cavalerie lourde dans l'objectif de broyer les os à travers l'armure et de blesser leurs chevaux. Les boulets les plus lourds, de 40 à 60kg, avaient pour cible les engins de siège des assaillants ou des défenseurs. D'après l'épisode de l'émission C'est pas sorcier sur les châteaux forts, une bricole pouvait projeter des boulets de 50kg à 60m.

### Le contrepoids
De nombreux documents et reconstitutions tels que l'illustration du manuscrit de l'époque de Saint Louis, la sculpture d’un chapiteau de la cathédrale de Carcassonne ou encore la reconstitution au château des Baux prennent pour contrepoids un bloc de bois massif. Des cordes attachées à ce bloc par l’intermédiaire d'anneaux métalliques relient les servants à la structure. La force motrice créée par la traction des cordes par les servants puis le relâchement des cordes décuple le mouvement du contrepoids.
Un autre type de contrepoids, composé de pierres retenues dans un filet semble peut-être avoir été utilisé. Néanmoins, ce système de contrepoids ressemble fortement à celui utilisé par le trébuchet.

### Principe de fonctionnement et effet de levier
Avec l'utilisation d'un contrepoids, la bricole utilise l'effet de levier. Le pivot est la structure en bois de la bricole permettant la stabilité au sol et la rotation du mât où sont attachés aux extrémités la poche avec le projectile et le contrepoids. Lorsque la force motrice est exercée sur le contrepoids, une charge est appliquée à l’extrémité opposée. La masse est ainsi déplacée vers le haut. Cet effet est décuplé avec l'installation d'une fronde au bout du mât. Les projectiles sont mis dans la fronde puis la bricole était actionnée en tirant sur le contrepoids à l'aide d'une corde passant entre les piliers de la structure. De plus, la traction était facilitée par le contrepoids. Les servants se situent en-dessous du projectile. Une corde était attachée sur le haut du mat pour le ramener à portée de bras des servants qui s'empressaient de remettre un projectile.
Le pivot influence la portée de la bricole suivant la distance entre lui et le contrepoids. Plus le pivot est proche du contrepoids, plus la portée augmente. La masse du contrepoids va aussi varier selon la position du pivot et l'objectif de portée. L'engin pourra projeter des projectiles plus lourds à une distance supérieure. Il est donc difficile d'estimer précisément la portée réelle de l'engin puisqu'elle dépend de nombreux facteurs.

## Reconstitutions et illustrations

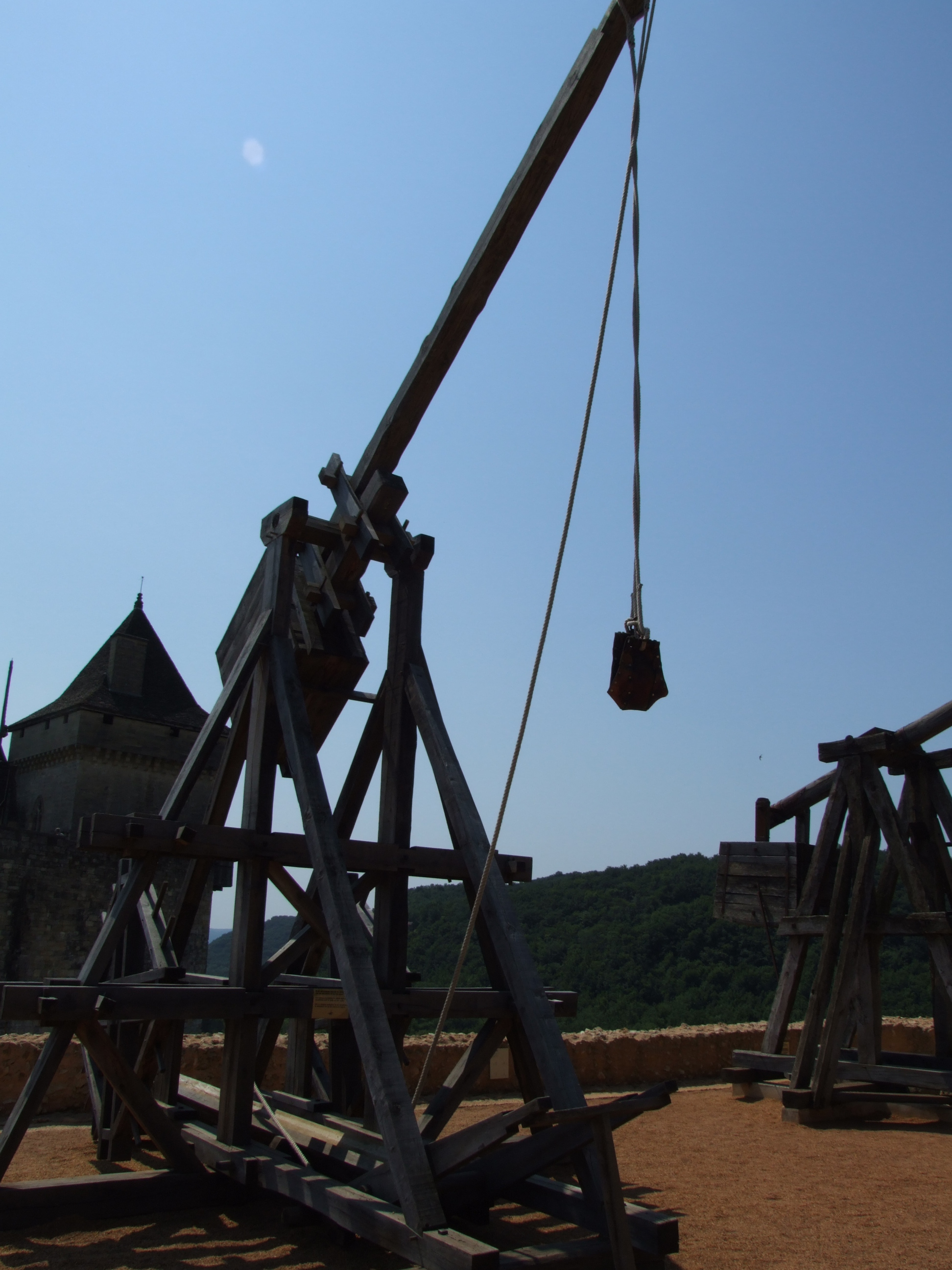
Reconstitution d'une bricole au château de Castelnaud.

### Reconstitutions
De nombreuses reconstitutions de bricoles ont été réalisées en France à des degrés de fidélité variables. Les plus développées semblent être celles du château de Castelnaud (ci-contre), celle présentée au château des Baux de Provence (section Histoire) et celle du château de Tiffauges. Des tirs journaliers ont lieu aux Baux de Provence et à Tiffauges avec de véritables projectiles. Une autre reconstitution est présentée au Fort La Latte.
Des enfants, encadrés par des animateurs de l’AP2A et Trébuca, ont réalisé une bricole en février 2019. Elle a été cédée aux Riches Heures de Fougères.

### Illustrations au Moyen Age
Le manuscrit de l'époque de Saint Louis (ci-dessous), l'enluminure de Pierre d'Eboli (Henri VI assiégeant Naples, ci-dessous) et la sculpture d’un chapiteau de la cathédrale de Carcassonne (en haut de l'article) sont des exemples d'illustrations de bricoles à travers les siècles.

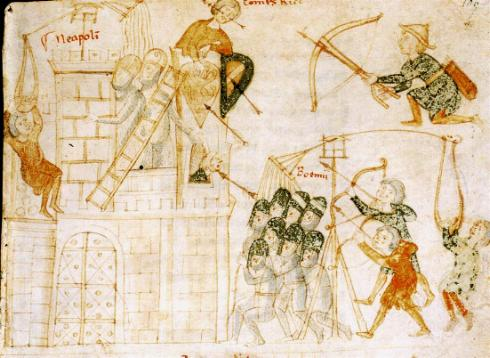
Henri VI assiégeant Naples en 1191